# Kaiapoi
Kaiapoi ist eine Stadt im Waimakariri District der Region Canterbury auf der Südinsel von Neuseeland.

## Namensherkunft
Der Name Kaiapoi stammt aus der Sprache der Māori und bedeutet so viel wie "Nahrungsdepot".

## Geographie
Die Stadt liegt rund 15 km nördlich des Stadtzentrums von Christchurch und 4 km westlich der Küste des Pazifischen Ozean. Der durch die Stadt fließende Kaiapoi River mündet 2 km östlich in den Waimakariri River, der 2,5 km weiter in den Pazifischen Ozean mündet.

## Bevölkerung
Zum Zensus des Jahres 2013 zählte die Stadt 9255 Einwohner und war damit die zweitgrößte Stadt des Distrikts.

## Geschichte
Eine um das Jahr 1700 von den Māori errichtete befestigte Siedlung (Pā) trug den Namen Kaiapoi. Aus ihr ging die Stadt hervor, die zwischen 1850 und 1870 ein wichtiges Handelszentrum war.
1953 wurde der spätere Premierminister Norman Kirk hier zum Bürgermeister ernannt.

## Infrastruktur

### Straßenverkehr
Durch Kaiapoi führt der New Zealand State Highway 1 in Nord-Süd-Richtung und verbindet die Stadt mit Christchurch im Süden und Amberley im Norden. Innerhalb der Stadt zweigt der New Zealand State Highway 71 vom State Highway 1 nach Westen hin ab.

### Schienenverkehr
Kaipoi liegt an der Bahnstrecke Christchurch–Picton. Diese verbindet den Ort mit Christchurch und den südlichen Landesteilen entlang der Ostküste sowie dem nördlichen Teil der Südinsel, wo in Picton ein Trajekt (Interislander Ferry) zur Nordinsel anschließt. Personenzüge halten im Bahnhof von Kaiapoi aber nicht mehr.

## Persönlichkeiten
- Jane Thomson (1858–1944), Bergsteigerin
- Stella Henderson (1871–1962), Journalistin und Feministin
- Elizabeth McCombs (1873–1935), Politikerin
- Thomas Bavin (1874–1941), Politiker
- Erin Baker (* 1961), Triathletin
- Philippa Baker (* 1963), Ruderin